# Истомин, Николай Александрович
Николай Александрович Истомин (1898—1963) — советский военный деятель, начальник Главного Управления пожарной охраны НКВД СССР, генерал-лейтенант (1945).

## Биография
Родился в русской семье приказчика. Окончил начальную церковно-приходскую школу в 1911 году. Мальчик-посыльный в акционерном обществе «Эмба-Каспий» в Санкт-Петербурге с ноября 1911 до апреля 1913 г. Кочегар, штурвальный в Финляндском обществе лёгкого пароходства в Петрограде с мая 1913 до декабря 1916 г.
В Русской императорской армии служил с декабря 1916 года — рядовой 179-го запасного пехотного полка с января по май 1917 г. В мае 1917 года демобилизован по болезни. Работал упаковщиком на техническом складе акционерного общества «Герлиц» в Петрограде с июня по декабрь 1917.
Служил в рядах Рабоче-Крестьянской Красной Армии с января 1918 по 1922 годы. Сначала служил красноармейцем 1-го отдельного батальона в Петрограде, в апреле отправлен на фронты Гражданской войны. Воевал командиром взвода 1-го Петроградского пехотного полка, начальником штаба 170-го стрелкового полка 57-й стрелковой бригады, с декабря 1920 года — военкомом батальона 488-го стрелкового полка. Вступил в РКП(б) в апреле 1919 года.
С сентября 1922 года продолжил службу в пограничных войсках ВЧК-ОГПУ-НКВД, был заместителем военкома 10-го пограничного батальона и военкомом 21-го пограничного батальона. Окончил Высшую пограничную школу ОГПУ в 1928 году. С сентября 1932 по май 1933 года был заместителем начальника политотдела Управления пограничных войск ГПУ Украинской ССР. С июля 1933 года — начальник политотдела 2-й Объединённой пограничной школы ОГПУ имени Ф. Э. Дзержинского (Харьков). С ноября 1938 года — начальник политотдела пограничных войск Дальневосточного края, с февраля 1939 года — начальник политотдела пограничных войск Приморского пограничного округа, с марта 1939 года — заместитель начальника Политуправления Главного управления
пограничных войск НКВД СССР.
C июля 1939 по февраль 1941 года работал начальником Главного управления пожарной охраны НКВД СССР.
В феврале 1941 года назначен заместителем начальника Управления аэродромного строительства НКВД Литовской ССР.
Участник Великой Отечественной войны с первого дня. Война застигла его на этой же должности в Каунасе. Советские войска в Прибалтике потерпели тяжёлое поражение в первые же дни войны в ходе Прибалтийской стратегической оборонительной операции, и уже 24 июня Каунас был захвачен немцами. Истомин с своим штабом попал в окружение, но сумел вырваться оттуда. После выхода к своим переведён в Красную Армию и назначен военным комиссаром 246-й стрелковой дивизии 29-й армии (дивизия формировалась из числе пограничников). С конца лета 1941 по апрель 1942 года бригадный комиссар Н. А. Истомин был военным комиссаром группы войск 29-й армии. В её рядах воевал на Западном и Калининском фронтах. Участвовал в Смоленском оборонительном сражении, в Калининской оборонительной и Калининской наступательной операциях, в Ржевско-Вяземской наступательной операции 1942 года.
С мая 1942 года до конца войны — член Военного совета 48-й армии, с которой воевал в составе Брянского, Центрального, Белорусского, 1-го Белорусского, 2-го Белорусского, 3-го Белорусского фронтов. Участвовал в Воронежско-Ворошиловградской оборонительной операции, в Малоархангельской операции, в сражении на северном фасе Курской дуги, в Орловской, Черниговско-Припятской, Гомельско-Речицкой, Белорусской, Ломжа-Ружанской и Восточно-Прусской наступательной операции.
После войны продолжил службу в Советской армии. С июля 1945 являлся членом Военного совета Казанского военного округа. В мае 1946 года этот округ был расформирован, а генерал-лейтенант Н. А. Истомин переведён в октябре 1946 года на должность члена Военного совета Западно-Сибирского военного округа. Заместитель командующего воздушно-десантными войсками Советской Армии по политической части с октября 1947 по февраль 1949 года. Член Военного совета Уральского военного округа с июля 1950 по декабрь 1951 года. Заместитель начальника тыла Прикарпатского военного округа с мая 1952 по октябрь 1953 года. Затем его направили в академию.
Окончил Военную академию тыла и транспорта в 1954 году. Начальник тыла Таврического военного округа с октября 1954 по октябрь 1956 года, начальник тыла Забайкальского военного округа с октября 1956 по октябрь 1958 года. Уволен в отставку 4 октября 1958 года.
Депутат Верховного Совета РСФСР 2-го и 3-го созывов (1946—1954) по Тобольскому избирательному округу.
Похоронен на Коминтерновском кладбище г. Воронежа.

### Воинские звания
- бригадный комиссар (19 марта 1936).
- генерал-майор (6 декабря 1942);
- генерал-лейтенант (11 июля 1945).

### Награды
Награждён 2 орденами Ленина (15.01.1944, 21.02.1945), 5 орденами Красного Знамени (12.01.1942, 27.08.1943, 3.11.1944, 29.05.1945, 24.06.1948), орденом Суворова 2-й степени (10.04.1945), орденом Кутузова 2-й степени (23.07.1944), орденом «Знак Почёта» (26.04.1940), 5 медалями (в том числе медаль «За взятие Кёнигсберга»).
Также был награждён знаком «Почётный работник ВЧК-ОГПУ (XV)» (29.08.1936).